# 高興門

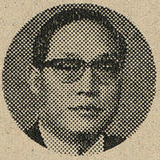
高興門（1975年頃）

高 興門（コ・フンムン、朝鮮語: 고흥문、1921年8月5日 - 1998年3月15日）は、大韓民国の政治家、実業家。第6・7・8・9・10代大韓民国国会議員。本貫は済州高氏。号は仁之（インジ）。第10代国会副議長を務めた。

## 経歴
京城出身。名前は興仁之門に由来。趙炳玉系で政界入りし、四月革命以降は柳珍山系となり、維新体制の下で5回当選議員となり国会副議長を務めた。一度も主流野党の道から抜け出さなかったという点から、1950年代から1980年までの「韓国野党史の証人」と呼ばれた。しかし、1980年の全斗煥を中心とした新軍部による5・17非常戒厳令拡大措置により政治家を強制的に引退することとなり、1984年に解禁されても統合野党でなければ政治を再開しないという原則により、政界に復帰することはなかった。
それ以降は著述や新聞寄稿などに活動に専念した。著書として自伝「政治現場40年、果たせなかった民主の夢」と政治評論集「対話の政治、和合の政治」などがある。
1998年3月15日、心臓病により78歳で亡くなった。

## 学歴
- 1941年、京畿商業学校卒業
- 1970年、高麗大学校経営大学院修了[1]

## 略歴
- 興韓貿易公社社長
- 東亜練炭副社長
- 民政党党務委員兼財政委員長
- 1963年~1967年:第6代国会議員（民政党）
- 民衆党の党務委員、事務処長
- 1967年~1971年:第7代国会議員（新民党）
- 1971年~1972年:第8代国会議員（新民党）
- 1973年~1979年:第9代国会議員（新民党）
- 1979年~1980年:第10代国会議員（新民党）
- 新民党副総裁、政務会議副議長、最高委員
- 国際議員連盟総会韓国代表
- 韓日議員連盟顧問
- 韓豪親善協会会長
- 1979年:国会副議長[1]